# أومياديرو
بلدية أومياديرو (بالإسبانية: Humilladero) هي بلدية تقع في مقاطعة مالقة التابعة لمنطقة أندلوسيا جنوب إسبانيا.

## الديموغرافيا
بلغ عدد سكان بلدية أومياديرو 3.358 نسمة عام 2011 (وفقاً للمعهد الوطني الإسباني للإحصاء).
| 2.514 | 2.513 | 2.728 | 2.929 | 3.104 | 3.291 | 3.358 |

## أعلام
- بيدرو توريس